# Аъ
Аъ, аъ — диграф кириллицы. Используется в удинском языке (в алфавите 1974 года Ворошила Гукасяна, где использовался для передачи фарингализованной гласной). Также присутствовал в проекте татарского алфавита профессора М. Фазлуллина (1938 г.).